# Fagraea eymae
Fagraea eymae là một loài thực vật có hoa trong họ Long đởm. Loài này được Backer ex Leenh. mô tả khoa học đầu tiên năm 1962.